# Volta a Llombardia 1986
La Volta a Llombardia 1986 fou la 80a edició de la clàssica ciclista Volta a Llombardia. La cursa es va disputar el diumenge 18 d'octubre de 1986, sobre un recorregut de 262 km. El vencedor final fou l'italià Gianbattista Baronchelli, per davant de Sean Kelly i Phil Anderson.

## Classificació general
|    | Ciclista                 | Equip                  | Temps   |
| -- | ------------------------ | ---------------------- | ------- |
| 1  | Gianbattista Baronchelli | Supermercati Brianzoli | 7.07'07 |
| 2  | Sean Kelly               | KAS-Mavic              | + 15"   |
| 3  | Phil Anderson            | Panasonic-Merckx       | m. t.   |
| 4  | Leo Schönenberger        | Dromedario-Laminox     | m. t.   |
| 5  | Acácio da Silva          | Malvor-Bottecchia      | m. t.   |
| 6  | Flavio Giupponi          | Del Tongo-Colnago      | m. t.   |
| 7  | Jörg Müller              | KAS-Mavic              | + 7'03" |
| 8  | Alfred Achermann         | KAS-Mavic              | + 7'34" |
| 9  | Luciano Rabottini        | Vini Ricordi-Pinarello | m. t.   |
| 10 | Niki Rüttimann           | La Vie Claire-Radar    | m. t.   |